# Initng
Initng — альтернатива стандартной системе инициализации системы init в ОС Linux. Название образовано от «A next generation init replacement» (новое поколение загрузчика системы). Изначально разрабатывался только для Gentoo, до сих пор находится в стадии тестирования. Основной его отличительной особенностью является параллельный запуск нескольких сервисов. Это может сильно ускорить загрузку системы, особенно на многопроцессорных и многоядерных системах. При загрузке он читает файл /etc/initng/runlevel/default.runlevel и запускает записанные там процессы.